# اورینت تای ایرلاینز
اورینت تای ایرلاینز (به انگلیسی: Orient Thai Airlines) یک شرکت هواپیمایی با کد یاتا OX است که در تاریخ ۱۹۹۵ میلادی تأسیس شده است.
دفتر مرکزی اورینت تای ایرلاینز در بانکوک، تایلند واقع شده‌است و به ۴ مقصد، پرواز مستقیم انجام می‌دهد.